# Rács Róbert
Rács Róbert (Szekszárd, 1968 –) fazekas, népi iparművész.

## Élete
A sárközi kerámia készítésének alapjait a Szekszárd-csatári kerámia-üzemben sajátította el, ahol mestere a mezőtúri Gajda István fazekas volt. Tanulóévei alatt nagy hatással volt még rá az óbányai fazekaskultúra metszett, karcolt forma és díszítményvilága. Jelenleg is látogatható fazekasműhelye a Tolna vármegyei Várdomb községben található, mely települést az 1750-es években német telepesek alapítottak. Ezért 1992 óta foglalkozik a németes óbányai díszítményű tárgyak, edények készítésével is. Legfőbb edényfajtái: vizes-, pálinkáskorsók, boroskancsók, butellák, falitányérok, tálak, étkészletek, de egyéb sütő- és főzőedények is. 1998 óta zsűrizteti termékeit és kiállításokon is részt vesz.